# Contea di Hendry
La contea di Hendry (in inglese Hendry County) è una contea della Florida, negli Stati Uniti. Il suo capoluogo amministrativo è La Belle.
Si tratta di una conte a maggioranza ispanica e latina.

## Geografia fisica
La contea si trova nella parte meridionale dello Stato. Ha un'area di 3.082 km² di cui il 3,13% è coperta d'acqua. Il confine nord-est è segnato dal lago Okeechobee. Si tratta della contea più a sud degli Stati Uniti che non ha sbocco sul mare. Parte della Riserva Big Cypress dei Seminole si trova nella contea.

### Contee confinanti
- Contea di Glades - nord
- Contea di Okeechobee - nord-est
- Contea di Martin - nord-est
- Contea di Palm Beach - est
- Contea di Broward - sud-est
- Contea di Collier - sud
- Contea di Lee - ovest
- Contea di Charlotte - nord-ovest

## Storia
La contea di Hendry fu creata nel 1923 e fu chiamata così in onore di Francis Asbury Hendry, uno dei primi coloni. Dal 800 d.C. fino al XVII secolo, i nativi Calusa abitarono l’area. Le regioni costiere della Florida sud-occidentale, insieme alle zone umide interne collegate al lago Okeechobee e al fiume Kissimmee, erano la loro fonte di caccia e pesca. Dopo l’800, altri visitatori — tra cui soldati delle guerre Seminole, allevatori, cacciatori, trappolatori e commercianti — si stabilirono nella zona. Alla fine del XIX secolo sorsero insediamenti come LaBelle.

## Comuni
- La Belle (capoluogo) - city
- Clewiston - city

## Politica
| Anno | Repubblicani | Democratici | Altri |
| ---- | ------------ | ----------- | ----- |
| 2004 | 58,9%        | 40,5%       | 0,6%  |
| 2000 | 58,3%        | 39,8%       | 1,9%  |
| 1996 | 43,3%        | 43,7%       | 13,1% |
| 1992 | 40,9%        | 33,6%       | 25,5% |
| 1988 | 65,7%        | 33,7%       | 0,6%  |